# Borja de Riquer
Borja de Riquer i Permanyer (Barcelona, 1945) es un historiador español y profesor Honorario del Departamento de Historia Moderna y Contemporánea de la Universidad Autónoma de Barcelona. Es hijo del también historiador Martín de Riquer. Ha escrito tanto en castellano como en catalán.

## Biografía
De Riquer obtuvo su licenciatura en la Universidad de Barcelona en 1968. En 1969 entró a trabajar como profesor en la Universidad Autónoma de Barcelona, en donde es catedrático de Historia Contemporánea desde 1988. Durante su juventud militó en Bandera Roja. Es especialista en historia española y catalana de los siglos XIX y XX. Entre sus obras sobre el catalanismo político se encuentran Lliga Regionalista, la burgesia catalana i el nacionalisme (1898-1904) (1977), que fue su tesis doctoral; El último Cambó, 1936-1946. La tentación autoritaria (1997); y "Escolta Espanya": la cuestión catalana en la época liberal (2001). También ha abordado la historia de Cataluña (es el autor de los volúmenes VII, IX y X de la Història de Catalunya dirigida por Pierre Vilar) y el franquismo, con La dictadura de Franco.
En 1992 presentó una ponencia, Nacionalidades y regiones en la España Contemporánea. Reflexiones, problemas y líneas de investigación sobre los movimientos nacionalistas y regionalistas, en el Primer Congreso de Historia Contemporánea de España organizado por la Asociación de Historia Contemporánea, en Salamanca. En ella argumentaba que el proceso de construcción nacional de España había fracasado durante el siglo XIX. El impacto de la ponencia fue muy grande y polémico y fue publicado en varios países (en 1993, en Italia; en 1994 en Francia y España). También formó parte de la comisión de expertos que asesoró a la Generalidad de Cataluña para conseguir el retorno de la documentación de la Generalidad y de otras entidades y particulares catalanas que se encontraba en el Archivo de la Guerra Civil Española de Salamanca.

## Obra
- Lliga Regionalista: la burgesia catalana i el nacionalisme (1898-1904) (1977);
- Les eleccions de Solidaritat Catalana a Barcelona (1972)
- El franquisme i la transició democràtica. 1939-1988 (1989), con Joan B. Culla;
- tres volúmenes de la Història de Catalunya dirigida por Pierre Vilar: El franquisme i la transició democràtica (1939-1988) (volumen VII, con Joan B. Culla); La Catalunya autonòmica 1975-2003. Primera part (volumen IX); y La Catalunya autonòmica 1975-2003. Segona part (volumen X, con Jordi Maluquer de Motes);
- Epistolari polític de Manuel Duran i Bas (corresponència entre 1866 i 1904) (1990);
- La historia en el 90 (1991);
- la serie Història. Política, Societat i Cultura dels Països Catalans (1995-99, de la que fue director);
- L'últim Cambó (1936-1947) (1996);
- Memòria de Catalunya: del retorn de Tarradellas al pacte Pujol-Aznar (1997, codirector con Lluís Bassets y Joan B. Culla);
- Identitats contemporànies: Catalunya i Espanya (2000);
- "Escolta Espanya". La cuestión catalana en la época liberal (2001);
- Catalunya durant el franquisme. Diccionari (2006, que codirigió);
- Francesc Cambó. Entre la monarquía y la República (1930-32) (2007);
- La dictadura de Franco (2010, noveno volumen de la Historia de España dirigida por Josep Fontana y Ramón Villares);
- Reportajes de la Historia (2010, en colaboración con Martín de Riquer).[2]
- Alfonso XIII y Cambó. La monarquía y el catalanismo político (2013).